# Klim- en Bergsportfederatie
De Klim- en Bergsportfederatie, kortweg KBF, werd op 8 september 2007 opgericht. Ze is de grootste overkoepelende federatie voor de klim- en bergsport in Vlaanderen en werd gevormd door de samensmelting van de Belgische Alpenclub (de toenmalige BAC) en de Vlaamse Bergsport en Speleologiefederatie (de toenmalige VBSF). In het Franssprekende gedeelte van België is de Club Alpin Belge (CAB) de overkoepelende organisatie.
De KBF-koepel omvat 44 clubs in Vlaanderen (anno 2025) die elk op zichzelf een vzw vormen. Heel deze structuur vloeit voort uit de wetgeving in België. Individuele leden moeten steeds aansluiten via een van de clubs. De KBF heeft twaalf klimmassieven in eigen beheer in Wallonië.
In opdracht van KBF en CAB behartigt Climbing and Mountaineering Belgium (CMBel) de internationale belangen van de Belgische klim- en bergsporters. Deze overkoepelende organisatie bestaat uit bestuursleden van de CAB (aile francophone) en de KBF, en was voorheen gekend onder de naam CAB-BAC. Ze houdt zich onder meer bezig met de deelname aan internationale competities (zie ook International Federation of Sport Climbing).
Sedert 2010 behoort speleologie niet meer door tot de activiteiten van de federatie. Omdat de verzekering van de KBF niet toereikend was om speleo-reddingen te dekken, hebben de speleologen zich teruggetrokken uit de KBF. Hiervoor is een aparte organisatie opgericht, namelijk het Verbond van Vlaamse Speleologen (VVS).
De KBF biedt sinds 2005 ook het opleidingstraject Mount Coach aan, naar eigen zeggen "een persoonlijke coaching van begin tot eind, een doorgedreven en interessante opleiding, waarin alle aspecten aan bod komen en wat een goede alpinist nodig heeft om zware en geëngageerde beklimmingen te ondernemen in het hooggebergte. In een verder stadium is er mogelijkheid om aan internationale uitwisselingen deel te nemen. Het is de bedoeling om een dynamiek aan te zwengelen onder de deelnemers, zodat zij samen mooie beklimmingen gaan ondernemen en gaan presteren op een hoog niveau". Het is een drie jaar durende opleiding waarbij de eigen deelnemers werken aan perfectie van standaardtechnieken voor zomer- en winteralpinisme, uniek in België vanwege het hoge niveau.